# Yondé
Yondé là một tổng của tỉnh Koulpélogo ở phía đông Burkina Faso. Thủ phủ của tổng này là thị xã Yondé. Theo điều tra dân số năm 1996, tổng này có dân số 25.261 người.

## Các thị xã và các làng
- Thị xã Yondé (2 884 dân) (thủ phủ)
- Baoghin (878 dân)
- Boussirabogo (2 835 dân)
- Dabogo (1 374 dân)
- Dazinre (233 dân)
- Foulbado-Mossi (408 dân)
- Gnanghin (965 dân)
- Gnogzinse (647 dân)
- Kamseogo (1 250 dân)
- Kamseogo-Feulh (97 dân)
- Kidibi (958 dân)
- Koadiga (585 dân)
- Kondogo (1 123 dân)
- Loume (871 dân)
- Napenga (745 dân)
- Nobsgogo (83 dân)
- Niorgo-Yanga (770 dân)
- Pogoyoaga (1 057 dân)
- Salembaore (4 370 dân)
- Welguemsibou (873 dân)
- Wobgo (643 dân)
- Yactibo (1 040 dân)
- Yonde-Peulh (181 dân)
- Yorghin (391 dân)